# Laticauda laticaudata
Espèce
Synonymes
- Coluber laticaudatus Linnaeus, 1758
- Laticauda scutata Laurenti, 1768
- Platurus laurenti Rafinesque, 1817
- Platurus fischeri Jan, 1859
- Platurus affinis Anderson, 1871
- Platurus muelleri Boulenger, 1896

Statut de conservation UICN

 LC  : Préoccupation mineure
Laticauda laticaudata ou Tricot rayé bleu est une espèce de serpents de la famille des Elapidae.
Ce serpent ne manifeste aucune agressivité ni réaction défensive contre les êtres humains : il est extrêmement rare qu'il morde mais, en cas d'improbable morsure, il faut aller à l'hôpital car son venin peut être mortel.

## Répartition
Cette espèce se rencontre dans le nord de l'océan Indien et dans l'ouest de l'océan Pacifique dans les eaux de l'Inde, du Sri Lanka, de la Birmanie, de la Thaïlande, de la Malaisie, de Taïwan, de Chine, du Japon, des Philippines, de l'Indonésie, de la Papouasie-Nouvelle-Guinée, des Salomon, du Vanuatu, de la Nouvelle-Calédonie, de l'Australie et des Fidji.

## Description
Laticauda laticaudata mesure jusqu'à 110 cm. 
Tête et corps sont bleutés avec de 25 à 70 anneaux noirs bien distincts. Une barre crème à jaune s'étend entre les yeux.

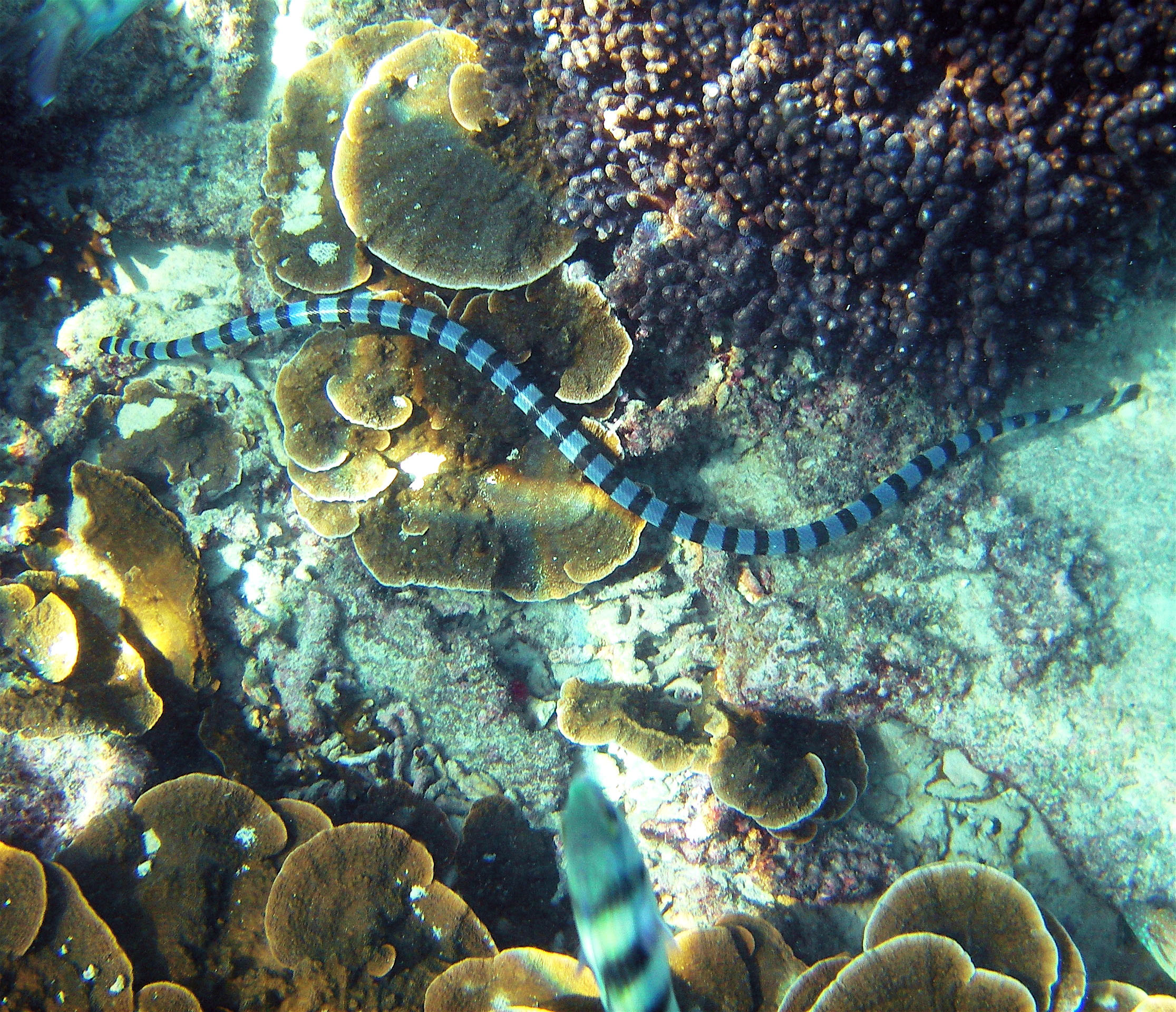
Deux tricots rayés bleus traquant des poissons dans les récifs coralliens de l'île de Ko Samui, Thaïlande

C'est un serpent marin venimeux qui traque la nuit des murènes et autres poissons pour se nourrir à des profondeurs allant jusqu'à 25 m voire 45 m : il peut être en apnée plus d'un quart d'heure. Ses principaux prédateurs sont des oiseaux, en particulier les hérons, et les requins.

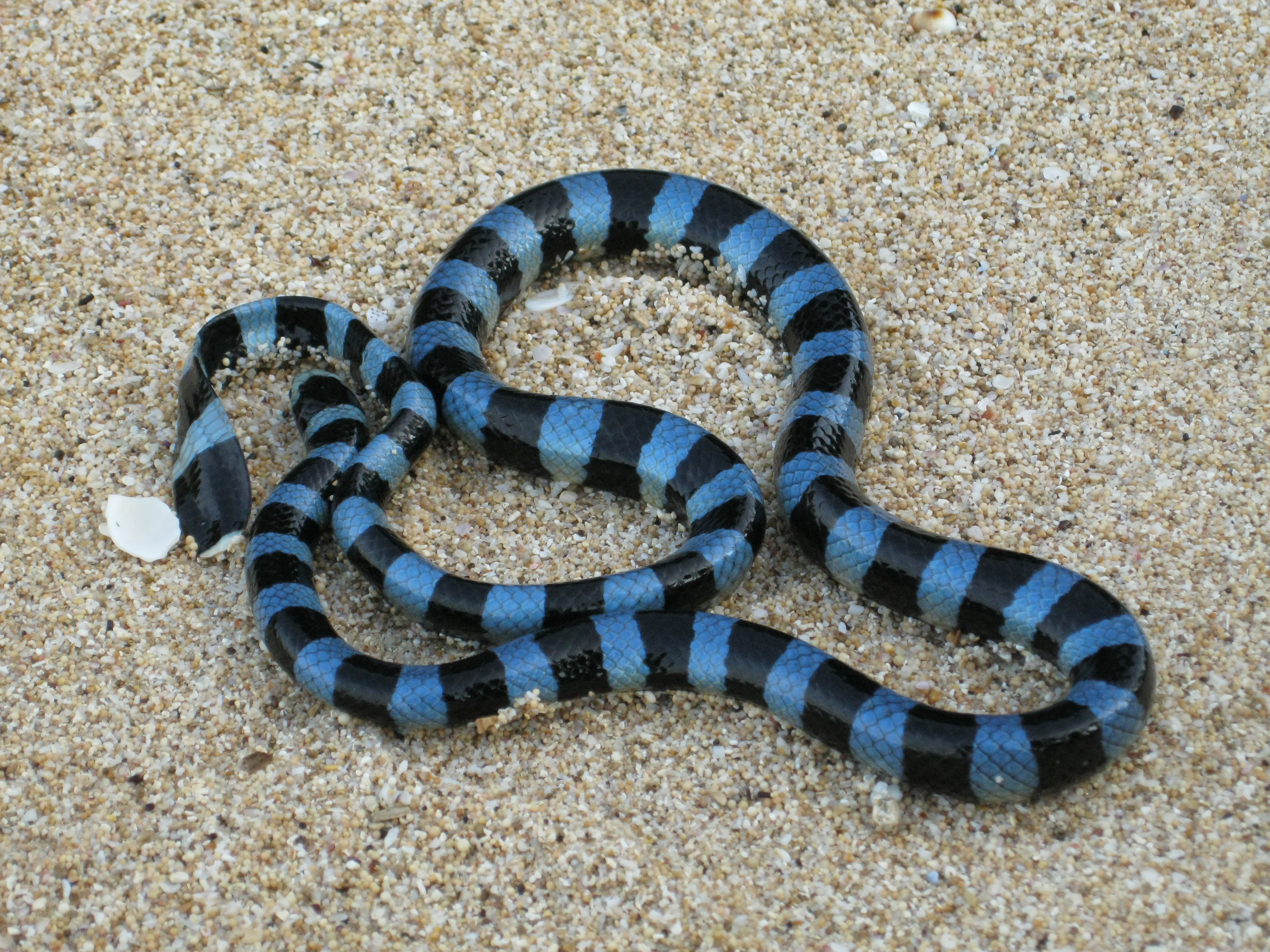
Tricot rayé bleu se reposant sur le sable d'une plage

La femelle est ovipare. Elle pond en moyenne 7 œufs, parfois jusqu'à 14, et les cache sous des dalles de corail au-dessus du niveau de la mer.
Ce serpent marin se repose, boit, digère et mue à terre, au bord du rivage.

## Liste des sous-espèces
Selon The Reptile Database (18 décembre 2013) :
- Laticauda laticaudata affinis (Anderson, 1871)
- Laticauda laticaudata laticaudata (Linnaeus, 1758)

## Publications originales
- Anderson, 1871 : On some Indian reptiles. Proceedings of the Zoological Society of London, vol. 1871, p. 149-211 (texte intégral).
- Linnaeus, 1758 : Systema naturae per regna tria naturae, secundum classes, ordines, genera, species, cum characteribus, differentiis, synonymis, locis, ed. 10 (texte intégral).